# تكعيب

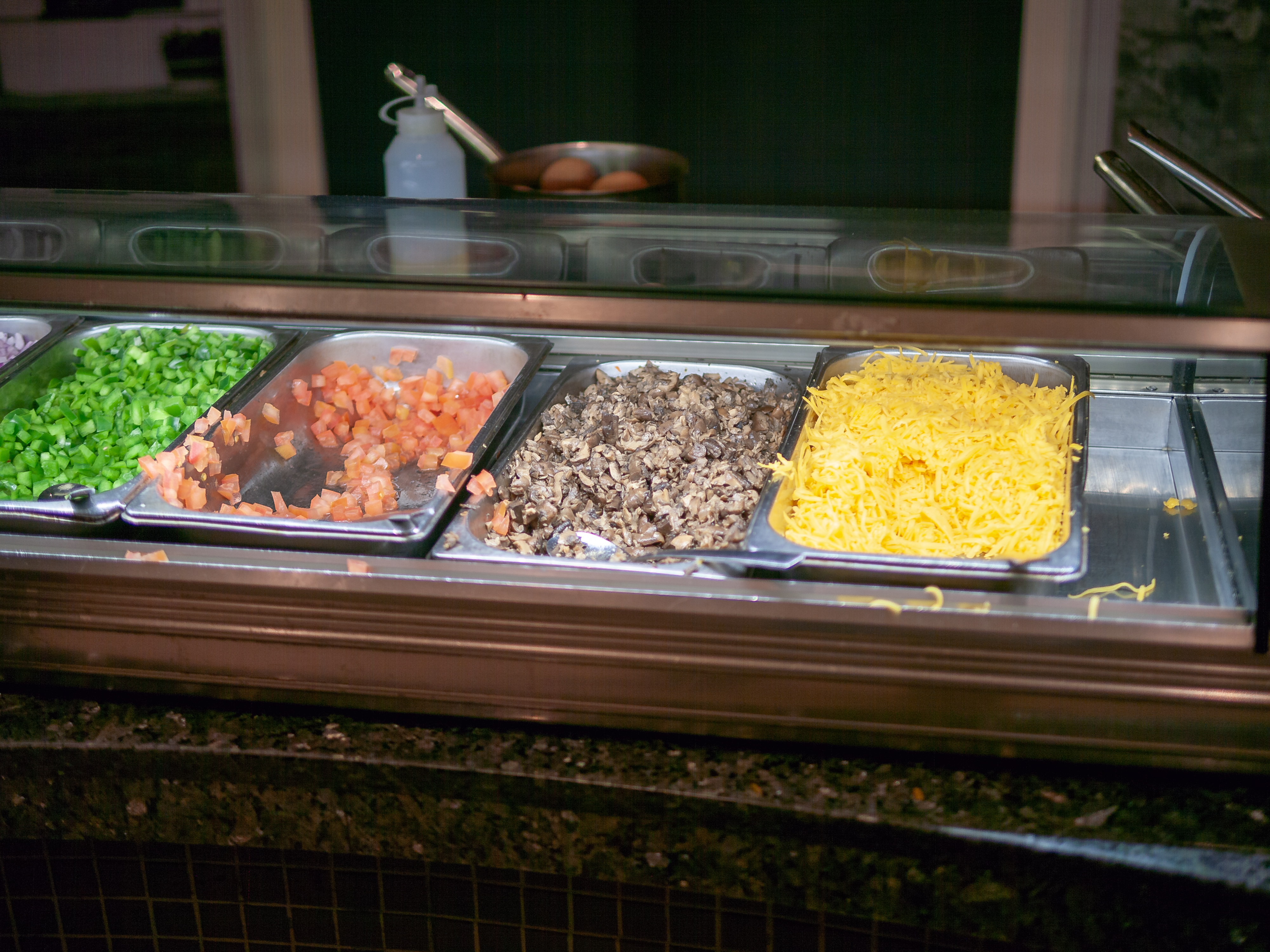
مكعبات الفلفل الأخضر والطماطم والفطر (من اليسار إلى اليمين)

التكعيب هو قطعٌ يُقطّع فيه الطعام إلى مكعبات صغيرة. يمكن القيام بذلك لأسباب جمالية أو لإنشاء قطع ذات حجم موحد لضمان طهي متساوي. يسمح التكعيب بتوزيع الطعم والقوام في جميع أنحاء الطبق بالإضافة إلى وقت طهي أسرع إلى حد ما. عادة ما يُطبق التكعيب على الخضار وأحيانًا على اللحوم أو الأسماك والثمار.